# John Mitchell (botanicus)
John Mitchell (1711-1768) was een Brits/Amerikaanse arts en botanicus die vooral bekend is geworden als geograaf. Hij was geboren in Virginia. 
Hij studeerde aan de Universiteit van Edinburgh en aan de Universiteit Leiden. Daarna keerde hij terug naar Virginia waar hij arts werd. In 1746 verliet hij Amerika en vestigde zich in Londen.

Mitchell Map

John Mitchell is beroemd geworden door zijn kaart van oostelijk Noord-Amerika, de Mitchell Map, die in 1755 voor het eerst werd gepubliceerd. De kaarten werden gebruikt bij het opstellen van het verdrag van de Vrede van Parijs (1783).
De standaard afkorting is Mitch.
- Biblioteca Nacional de España: XX1754577
- Bibliothèque nationale de France: cb12083570c (data)
- Author citation (botany): Mitch.
- Gemeinsame Normdatei: 140546693
- International Standard Name Identifier: 0000 0001 2369 0989
- Library of Congress Control Number: n50039192
- Nationale Bibliotheek van Tsjechië: mzk2016931593
- Nationale Bibliotheek van Israël: 987007368845305171
- Nationale Bibliotheek van Polen: a0000003272801
- Nederlandse Thesaurus van Auteursnamen: 070808201
- SNAC: w6sb4ns3
- Système universitaire de documentation: 177615060
- Virtual International Authority File: 6215669
- WorldCat: E39PBJg4pfKtF36hVFHMgrkYyd